# Frida Östberg
Frida Östberg (Örnsköldsvik, 1977. április 8. –) világbajnoki ezüstérmes svéd női válogatott labdarúgó.

## Sikerei, díjai

### Klubcsapatokban
Svéd bajnok (5):
- Umeå IK (5): 2000, 2001, 2002, 2005, 2008

 Svéd szuperkupagyőztes (3):
- Umeå IK (3): 2001, 2002, 2003

### A válogatottban
Svédország
- Világbajnoki ezüstérmes (1): 2003
- Európa-bajnoki ezüstérmes (1): 2001
- Algarve-kupa győztes (2): 2001, 2009
- Négy Nemzet Tornája bronzérmes (1): 2004

### Egyéni
- Az év játékosa (Gyémántlabda-díj): 2008